# 10mo
10mo（トモ，2月6日—），日本漫畫家，目前在《月刊Dragon Age》裡連載漫畫《學生會的一存》。
該作品一開始是在《Dragon Age Pure》上連載，從vol.12到vol.15。後來轉為在《月刊Dragon Age》上連載，從2009年3月號開始。

## 外部連結
- （作者的個人網站）